# 登云公寓
登云公寓，又称登云大楼，前称又斯登公寓，是上海市优秀历史建筑之一，位于中国上海市长宁区淮海中路2068号。公寓建于1910年，楼高八层，建筑风格类近法国城堡。

## 历史
又斯登公寓在1910年（宣统2年）建于上海宝昌路（现淮海中路），成为现今淮海路上的第一幢高层建筑，当时公寓内的住户以富商和侨民为主。在1943年前，又斯登公寓的绝大多数居民都是外国侨民。1940年代，公寓的主要居民群体演变成官员和商贾，侨民户数反而只剩下一户。中华人民共和国成立后，又斯登公寓易名为登云公寓，居民群体也转变为中共中央华东局局级干部。1980年代，公寓居民以党政干部和知识分子为主。
2005年10月，登云公寓列入第四批上海市优秀历史建筑。2007年，上海交通大学站开始动工兴建，而登云公寓正好位于工地附近，因此施工单位为公寓进行了适度加固工程。

## 建筑特色和结构
登云公寓占地面积3,133平方米、建筑面积2,277平方米，楼高八层，在1980年代以前一直是长宁、静安、普陀三个区最高的建筑物。公寓采用钢筋混凝土结构，外观为法国城堡式风格，东、北两立面为米色砂浆抹面，西、南两立面则是褐紫色耐火砖墙面，大楼入口处和阳台房檐有白色水泥线脚作装饰，窗户为绿色钢窗。建筑物南面为花园。
公寓最底层设有传达室、储藏室、勤杂人员卧室。其余每层各设有两个套房，大小相异，面积分别为140平方米和70平方米，每个套房都是钢窗蜡地，全都设有客厅、卧室、卫生设备和附属用房。